# 高仲密
高仲密（?—?），名慎，字仲密，以字行，渤海蓧人。高之弟，高敖曹之兄。随高欢起兵时，任沧州刺史、东南道行台尚书。
北魏孝武帝元修太昌年间，任光州刺史，加骠骑大将军、仪同三司。因高乾被杀受牵连，奔晋阳投高欢。
东魏孝静帝元善见天平年间，官至御史中尉，加开府。崔暹妹嫁給高仲密，感情不好，被高仲密抛弃。高崔两家遂结怨。高仲密作为御史中尉负责选用御史，而他往往任人唯亲。这些任命多被高澄否决。此时崔暹正被高澄亲信，所以高仲密就怀疑是崔暹在构陷自己。高仲密续娶的妻子李昌仪艳丽聪慧，高澄一见便要强行非礼，李昌仪不从，衣服全被高澄扯裂。高仲密更加怨恨，于是便申请外任，准备外叛。
高欢任命高仲密为北豫州刺史，但心存疑虑，另派奚寿兴负责北豫州军事。到任后高仲密以酒宴为契机拘禁了奚寿兴，投降西魏并献出虎牢关，被西魏任命为侍中、司徒。
高仲密入關後，宇文泰率領部隊向東進發，在邙山之戰大敗，侯景將高仲密的妻子兒女全部被擒獲，送至鄴城。高歡因為高仲密家族有功勳，奏告只將高仲密一房發配為奴隸。李昌儀依律當死，高澄穿著華麗的服飾去見她，說：「今天怎樣？」李昌儀默然無語，順從了高澄。